# Canisianum (Saarlouis)

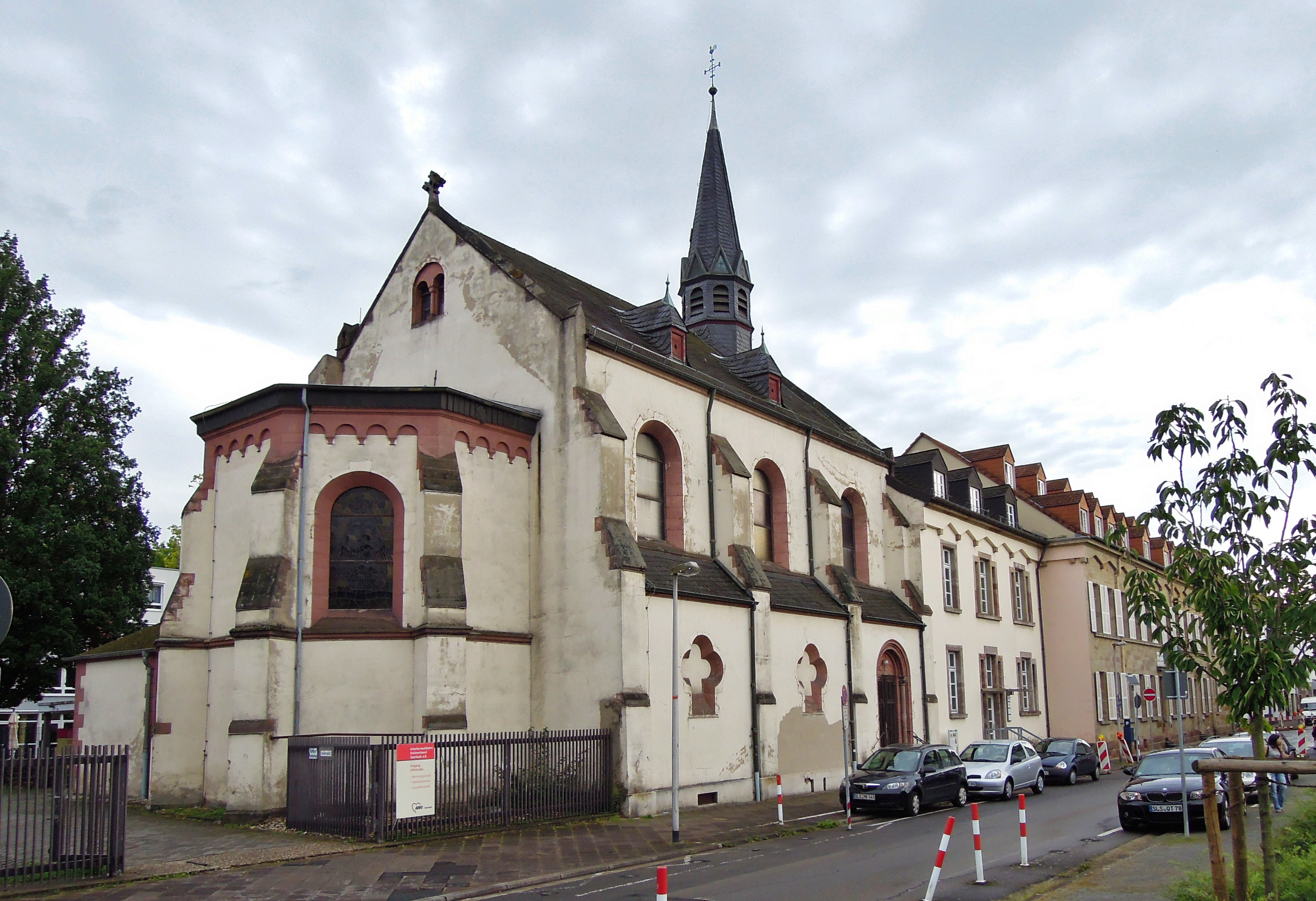
Kapelle des Canisianums vor der Außenrenovierung (2011)

Das Canisianum ist eine ehemalige Niederlassung der Jesuiten und heutige Kirche der Priesterbruderschaft St. Petrus in Saarlouis.

## Lage, Umgebung und Name
Das Canisianum ist zu finden in der Stiftstraße in Saarlouis, neben dem Alten- und Pflegeheim St. Augustin. Es ist nach dem 1925 heiliggesprochenen Jesuiten Petrus Canisius (1521–1597) benannt.

## Geschichte des Gebäudes

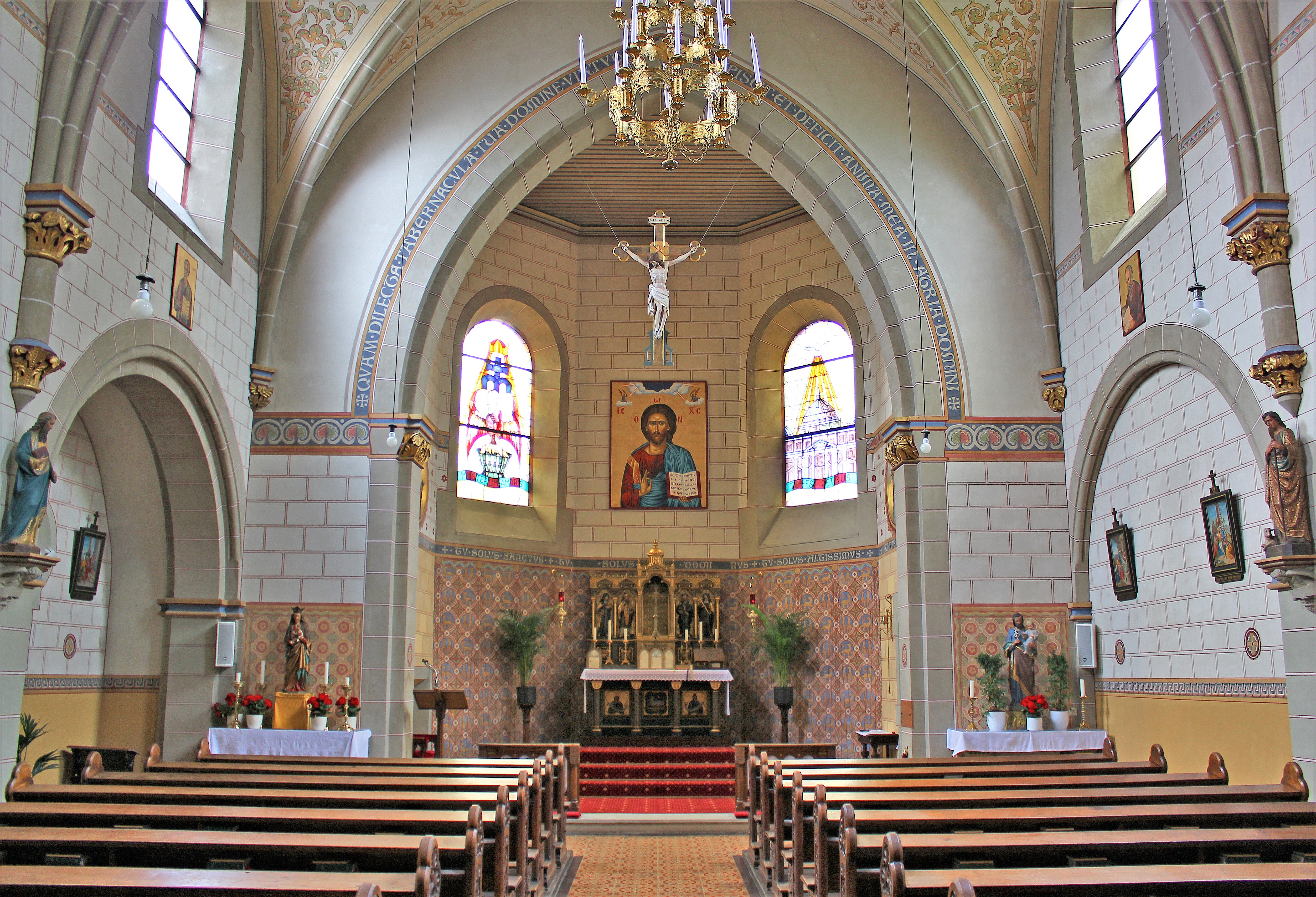
St. Petrus Canisius (Saarlouis), Inneres mit Blick zur Apsis

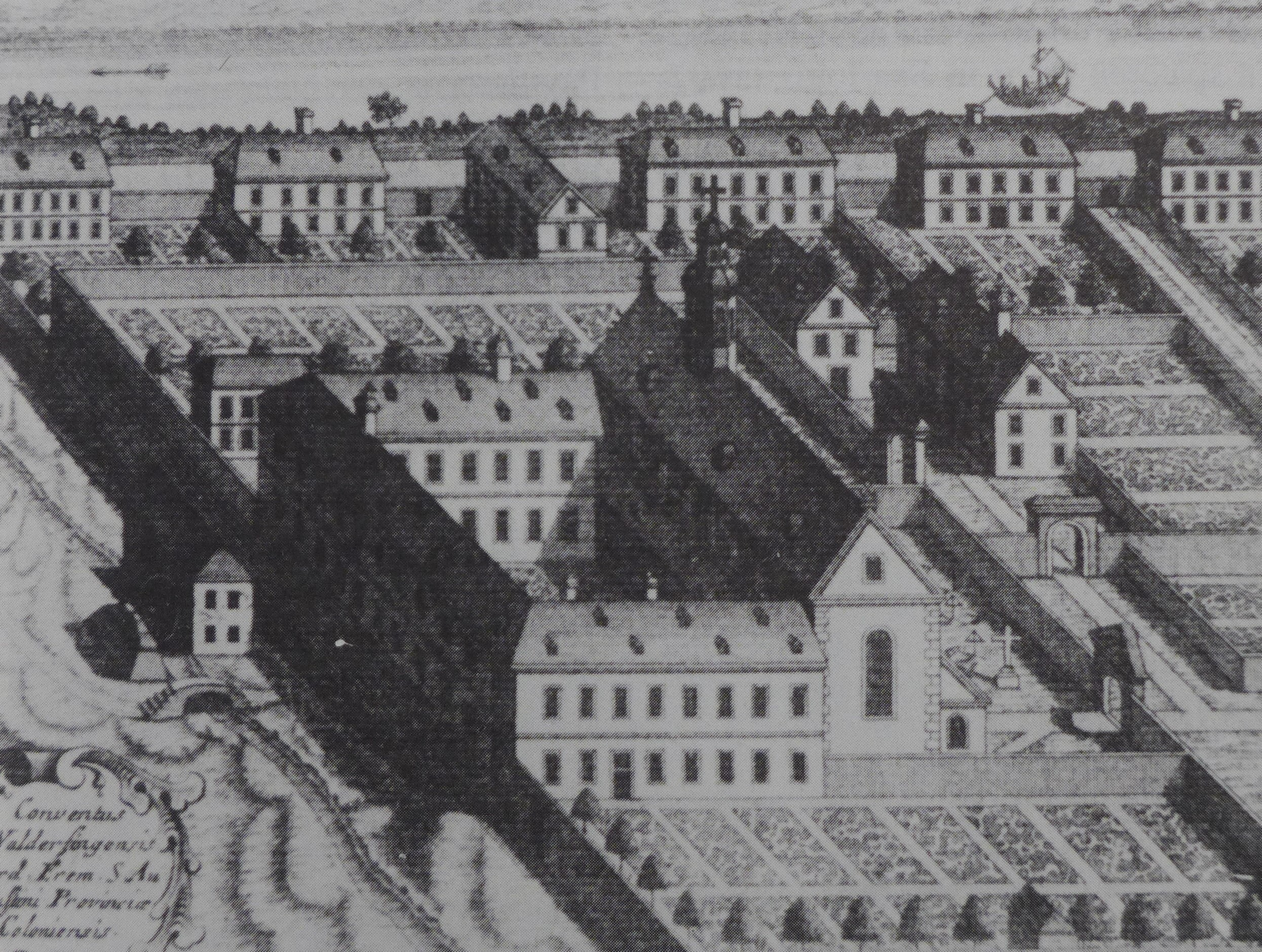
Augustinerkloster Wallerfangen (Conventus Walderfingensis Ord. Erem. S. Augustini Provinciae Coloniensis), Stich von Johann Matthias Steidlin (auch Steudlin), 1731, Am Standort der Klosterkirche befindet sich heute die Wallerfanger Pfarrkirche St. Katharina

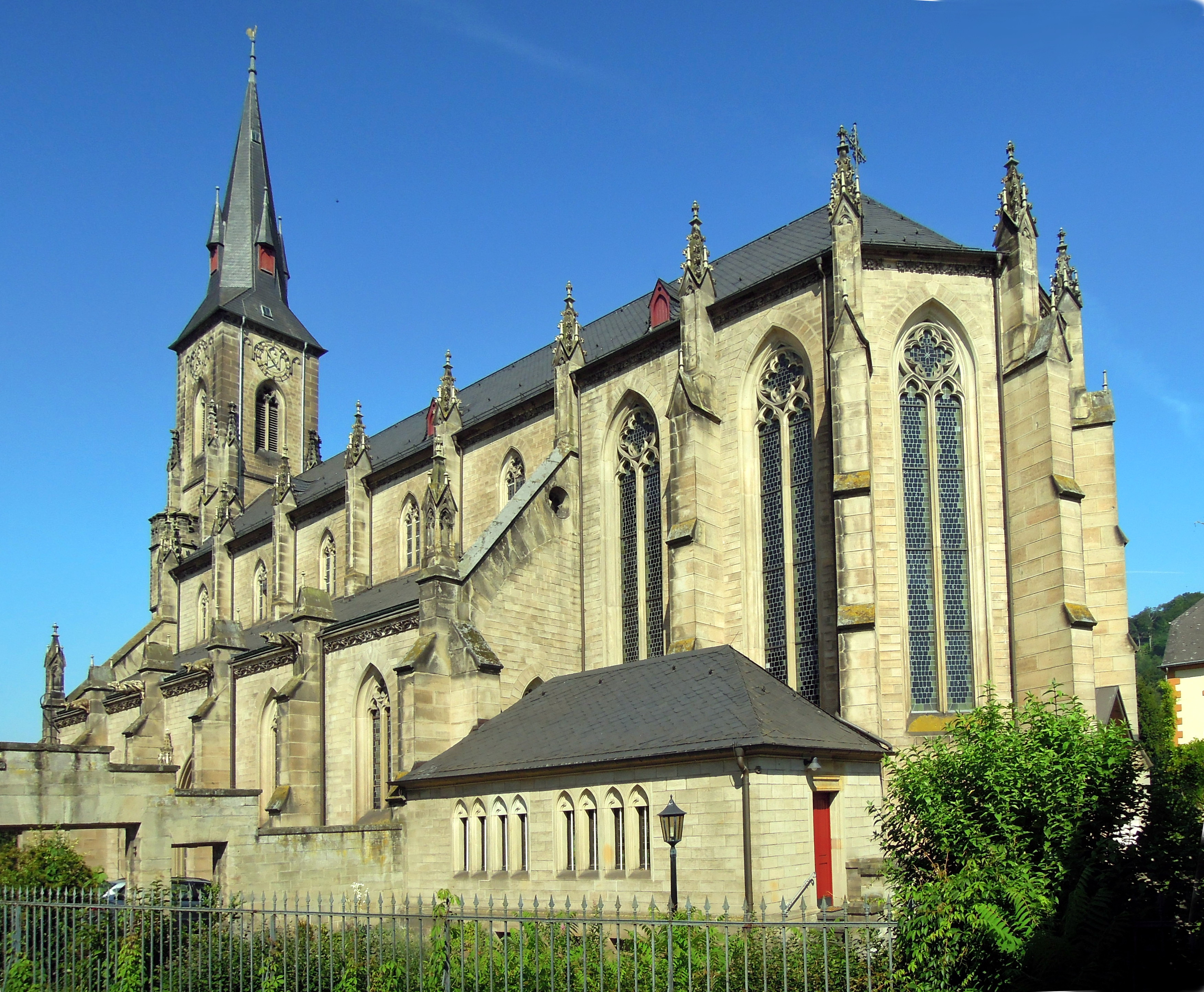
Wallerfangen, Kirche St. Katharina, Standort der ehemaligen Augustinerklosterkirche

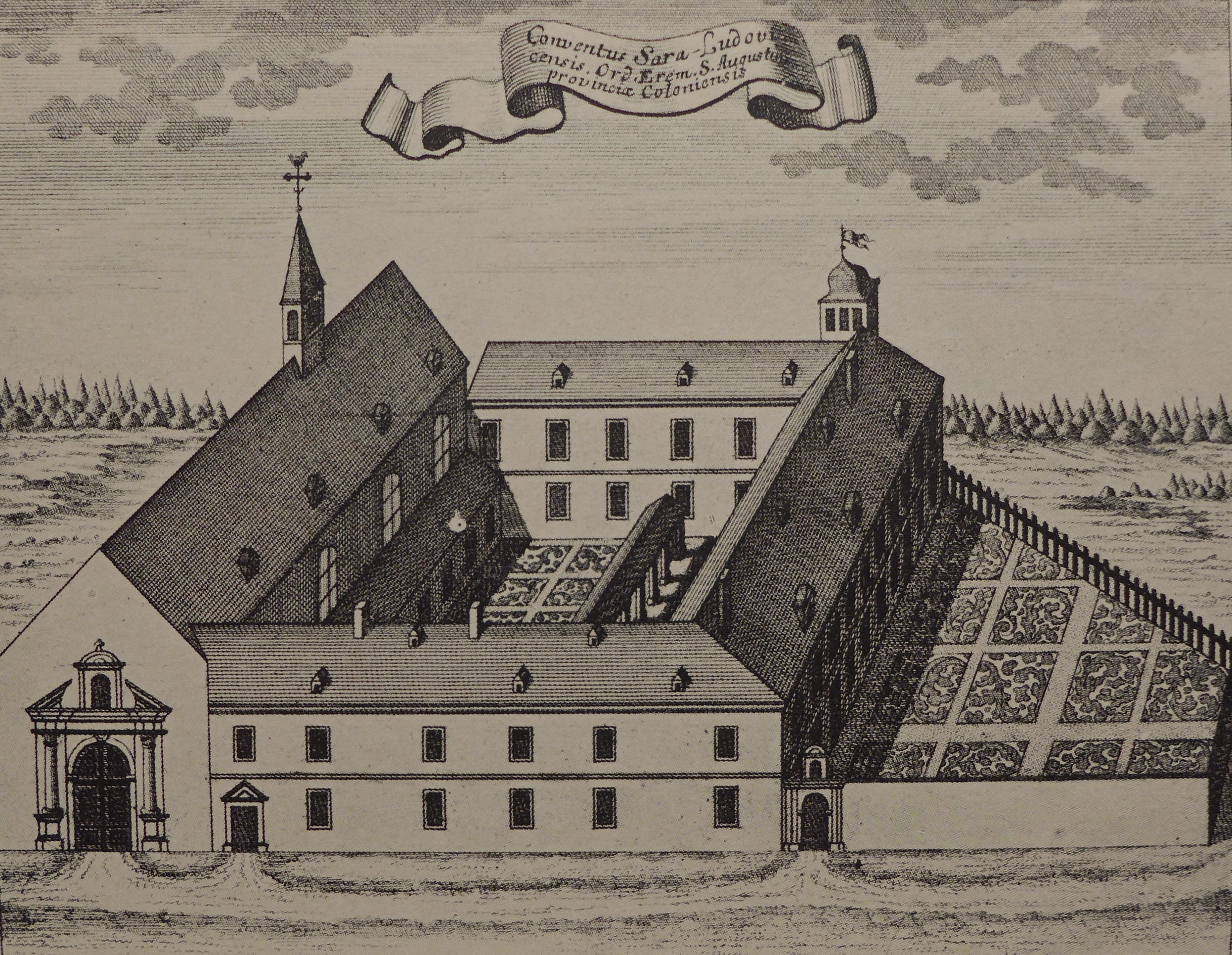
Früheres Augustinerkloster Saarlouis um 1720, späteres Collège, dann Gelände des Canisianums; der dargestellte Weg vor dem Kloster ist die heutige Augustinerstraße, die linke seitliche Begrenzung des Klosterareals neben der Klosterkirche ist die heutige Stiftsstraße, im Bereich der Apsis der Klosterkirche befindet sich heute die Canisianumskapelle

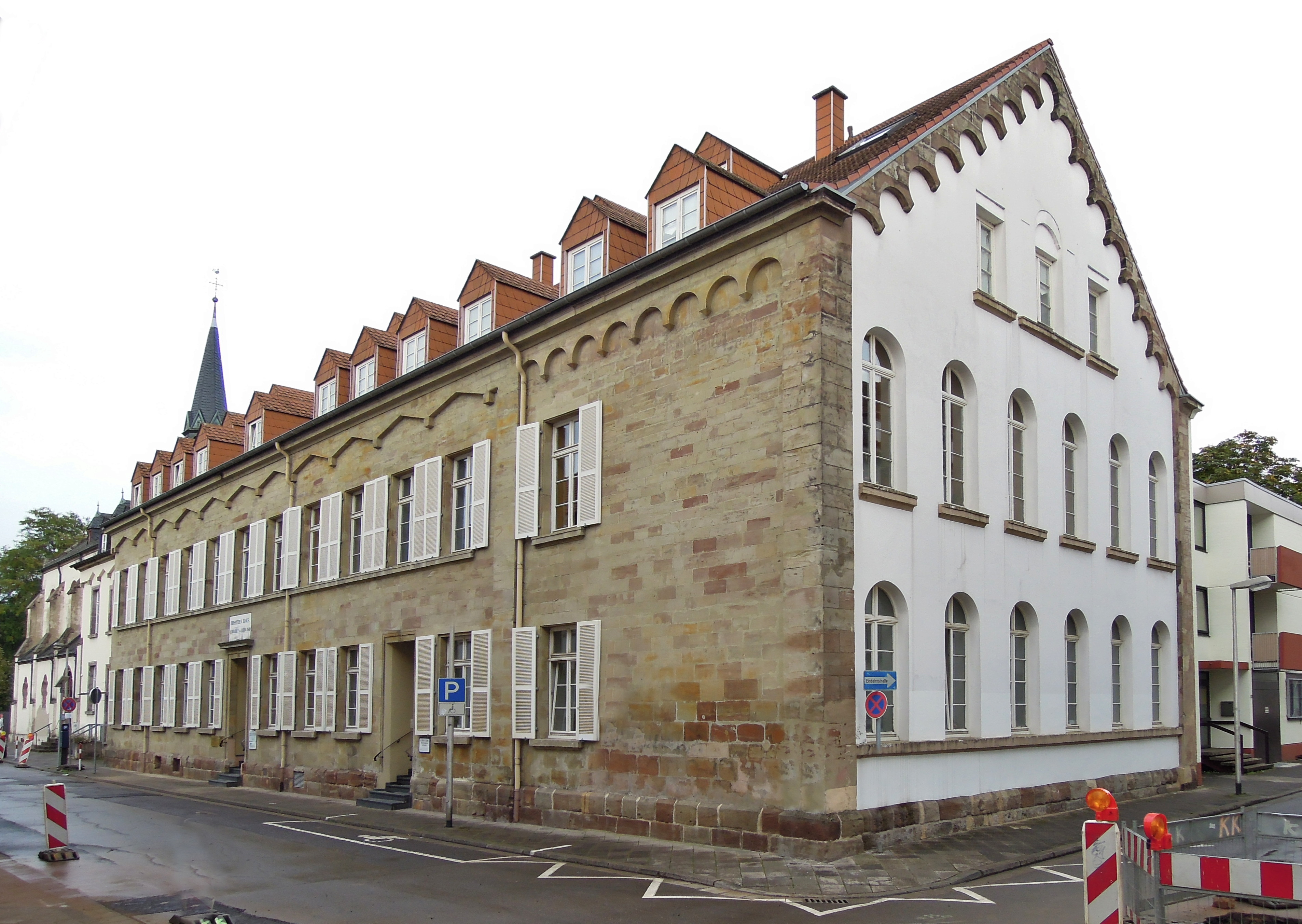
Johann Claudius von Lassaulx: Ehemaliges Hospitalgebäude auf dem Gelände des früheren Augustinerstiftes in der Saarlouiser Stiftstraße

Die Geschichte des Canisianums reicht bis ins Jahr 1691 zurück. Wenige Jahre nach der Stadtgründung ließen sich Augustinereremiten des im Jahr 1306 gegründeten Wallerfanger Konvents in der neuen Festung nieder. Hier errichteten sie Kirche und Kloster auf dem Gelände des heutigen Canisianums. Als Folge der Französischen Revolution wurde die Klostergemeinschaft im Jahre 1792 aufgelöst. Anfang des 19. Jahrhunderts riss man Teile des Gebäudes ab. In preußischer Zeit entstand hier ein neues Hospital. Die Einweihung fand im September 1841 statt. An die damalige Zweckbestimmung erinnert noch die Inschrift über dem Eingang „Hospizienhaus, erbaut im Jahre 1840“. Den Entwurf des „Hospitienhauses“ erstellte der Koblenzer Architekt Johann Claudius von Lassaulx, der mit Karl Friedrich Schinkel eng zusammenarbeitete. Das Gebäude ist zweigeschossig und verfügt über ein hohes Satteldach. Der Wechsel von einem Fries aus weit gespannten Dreiecken und engeren Rundbögen teilt den Bau optisch in zwei Bereiche. Die heutige Kapelle mit dem Patrozinium Mariä Himmelfahrt wurde im Jahre 1901 nach Plänen von Wilhelm Schmitz errichtet.
Nach der Verlegung des städtischen Krankenhauses kaufte 1929 der Jesuitenorden das Anwesen. In den Jahren 1979/80 erfolgte eine umfassende Restaurierung. In der Folge wurden auch die übrigen Gebäudeteile saniert. Ein Teil diente den dort lebenden Jesuitenpatres als Wohn- und Arbeitsbereich, der Rest bestand aus Büro- und medizinischen Praxisräumen.
Im Jahr 2007 gaben die Jesuiten die Niederlassung in Saarlouis auf und die Kirche wurde profaniert. Die Gebäude gingen wieder in das Eigentum der Stadt Saarlouis über, die das Kirchen- und das Klostergebäude 2010 an einen Architekten verkaufte.
Das Kirchengebäude verkaufte dieser im Jahr 2010 an einem Bestattungsunternehmen weiter, der es zu einer Urnenbegräbnisstätte (Kolumbarium) umbauen wollte. Träger sollte die Altkatholische Kirche werden, weil dem saarländischen Bestattungsgesetz zufolge nur Religionsgemeinschaften, die Körperschaften des öffentlichen Rechts (KdöR) sind, Friedhöfe einrichten dürfen. Die Pläne sahen auch die gleichzeitige Nutzung der Kirche durch die altkatholische Gemeinde in Saarbrücken vor. Die Saarbrücker Zeitung berichtete im Mai 2011, dass das vom saarländischen Bestattungsgesetz geforderte Einvernehmen mit der Stadt Saarlouis bei der Genehmigung eines Friedhofs zu diesem Zeitpunkt offenbar nicht herzustellen war. Befürchtet wurde demnach unter anderem ein Überangebot an Grabstätten. Im Mai 2012 berichtete die Saarbrücker Zeitung, dass das Projekt aufgegeben worden sei.
Im Jahr 2012 erwarb die Priesterbruderschaft St. Petrus das leerstehende Kirchengebäude, um dort täglich die Heilige Messe nach tridentinischem Ritus zu feiern. Die Wiedereröffnung und Benediktion der Kirche erfolgte am 10. Juni 2012. Noch im gleichen Jahr konnte die Petrusbruderschaft auch das an die Kirche angrenzende frühere Wohnhaus der Jesuiten kaufen, um dort eine Priesterwohnung und Gemeinderäume einzurichten.
Im Jahr 2014 wurde die Kirche des Canisianums innen gereinigt und vereinzelt fehlende Teile der historistischen Ausmalung ersetzt. Ab dem Jahr 2016 erfolgte, unterstützt von einem eigens gegründeten Förderverein (Förderverein Canisianum Saarlouis e. V., gegründet 2014) und der Deutschen Stiftung Denkmalschutz, die Renovierung des Dachgebälks sowie der Fassade. Massive Feuchtigkeitsschäden mit Schädlingsbefall in der Dachkonstruktion, Mauerwerks- und Gewölberisse sowie Putzabplatzungen und vielfach desolate Fenster ließ die Bruderschaft im Rahmen einer umfassenden Dach- und Fassadensanierung beheben. In einem zweiten Bauabschnitt sollte die Rekonstruktion der Apsis und die Öffnung der zugemauerten Blindfenster geschehen.
Die Deutsche Stiftung Denkmalschutz (DSD) beteiligte sich mit einem Betrag von 30.000 Euro.

## Architektur

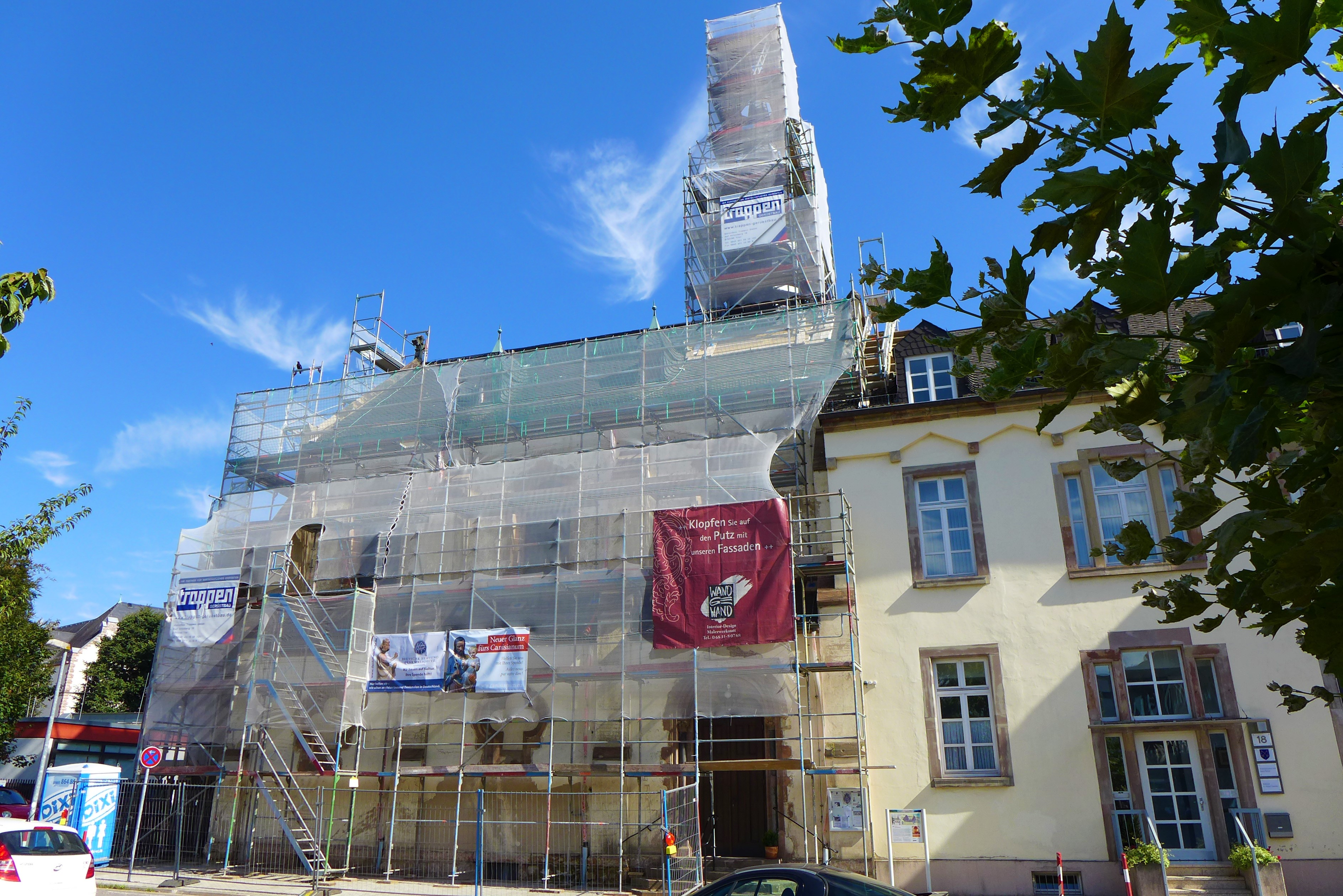
Renovierung des Saarlouiser Canisianums (2017), Blick von Nordwest
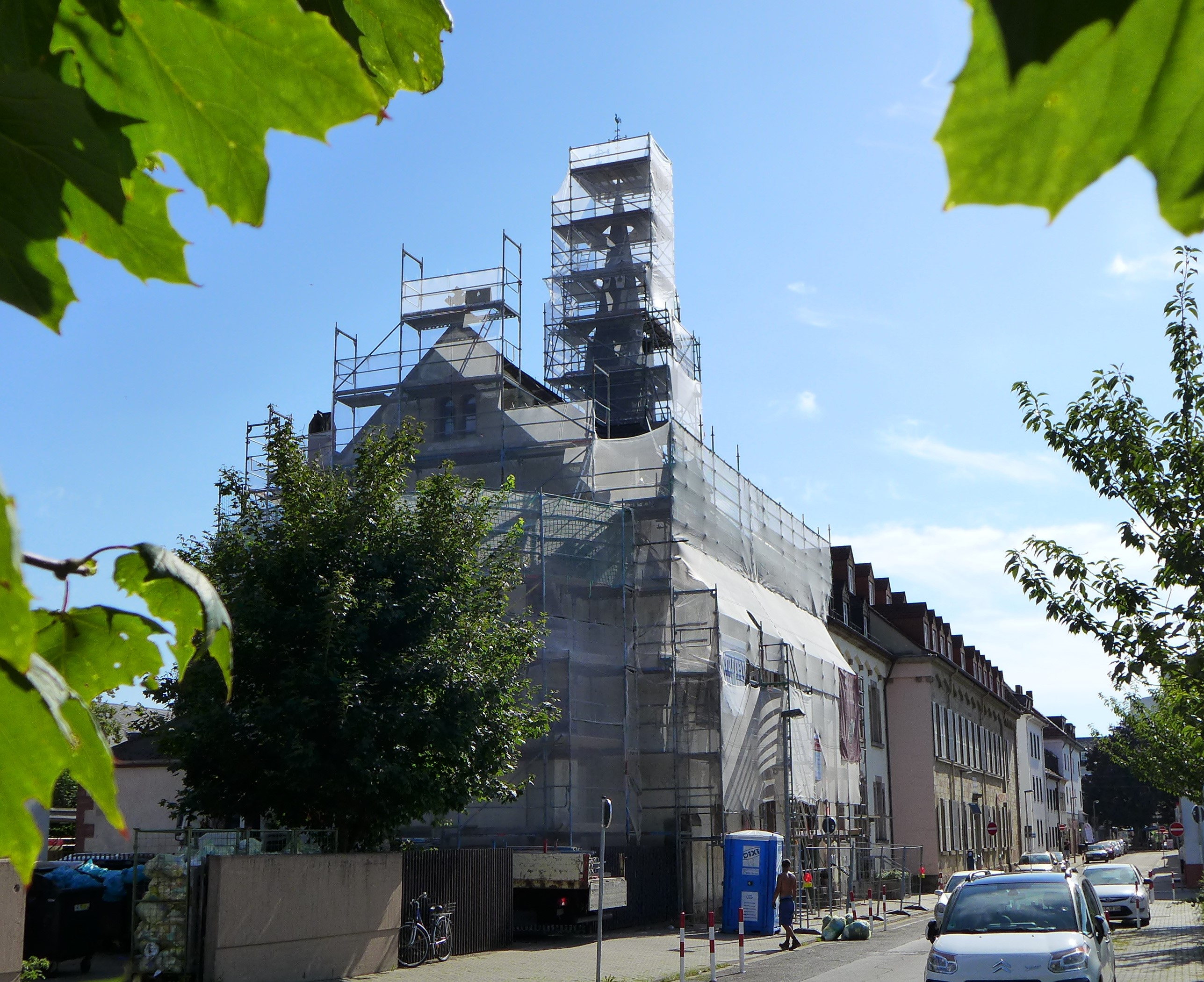
Renovierung des Saarlouiser Canisianums (2017), Blick von Nordnordost

Die Kirche St. Petrus Canisius ist ein einschiffiger, neoromanischer Bau mit Dachreiter. Das Langhaus ist dreijochig mit Kreuzrippengewölbe. Daran schließt ein eingezogener, kurzer Polygonchor an. Das Aussehen des Innenraums wird von der historistischen Ausmalung der Erbauungszeit bestimmt.